# Linfonodi parotidei
I linfonodi parotidei sono un gruppo di linfonodi della testa e del collo, che hanno una relazione prediletta con la ghiandola parotide. Includono diversi raggruppamenti di tessuto linfoide, schematizzati secondo la Terminologia Anatomica in base ai rapporti con la loggia parotidea:
- Linfonodi parotidei superficiali, esterni alla loggia parotidea;
- Linfonodi parotidei profondi, interni alla loggia parotidea, a loro volta suddivisi in:
  - Linfonodi parotidei pre-auricolari;
  - Linfonodi parotidei infra-auricolari;
  - Linfonodi parotidei intra-ghiandolari

## Topografia

### Linfonodi parotidei superficiali
Sono solitamente unici, ma possono oscillare in un numero che va da 2 a 4. In base alle variazioni interindividuali è possibile sotto-categorizzarli in relazione alla posizione del padigione auricolare. Ad esempio:
- Testut et.al li definisce pre-auricolari, apprezzandone il rapporto con i vasi temporali superficiali, davanti al trago;[2]

- Montagnani et. al li definisce auricolari anteriori e auricolari inferiori, localizzandone la distribuzione;[3]

### Linfonodi parotidei profondi
Sono contenuti nella loggia parotidea, ma in base alla loro presenza nello spessore della ghiandola o meno, si suddividono in:
- linfonodi parotidei profondi pre-auricolari, posizionati all'esterno della ghiandola parotide
- linfonodi parotidei profondi infra-auricolari, posizionati all'esterno della ghiandola parotide
- linfonodi parotidei profondi intra-ghiandolari, posizionati nel parenchima della ghiandola parotide, lungo il decorso dell'arteria carotide esterna,  della vena faciale posteriore.